# بنار سليماني (إسماعيل خاني)
بنار سليماني (بالفارسية: بنارسلیمانی) هي قرية تقع في إيران في قسم دشتي إسماعيل خاني الريفي. يقدر عدد سكانها بـ 137 نسمة بحسب إحصاء 2016.